# ハジ・アブドル・ラザク・ビン・アブドル・ハミド
ハジ・アブドル・ラザク・ビン・アブドル・ハミド （マレー語: Haji Abdul Razak Bin Abdul Hamid、1925年7月7日 - 2013年7月18日）は、マレーシアの教育者。
広島市への原子爆弾投下で被爆した南方特別留学生。マレーシア国内でマレー語教育、ルックイースト政策下で日本語教育に尽力した。息子が3人おり、その一人がズルキフリ・アブドゥル・ラザク。

## 来歴
イギリス領マラヤのペナン島ジョージタウン出身。10歳のときに父親を亡くす。そこで母とともに兄がいるセランゴール州クアラルンプールへ移り住む。そこで母も亡くしている。
クアラルンプールの中学校を卒業後、1941年クアラルンプールの小学校で補助教員として勤務する。そこへ太平洋戦争勃発後侵攻してきた旧日本軍がイギリスを排除したことにより、日本の統治が始まる。アブドル・ラザクによると1942年から日本語を学び始め、同年にセランゴール州文教科日本語教師に任命された。ムラカの馬来興亜訓練所に1期生として入所し修了、南方特別留学生2期生に選抜され1944年来日、国際学友会日本語学校での語学研修を受ける。なお、2期生は研修中東京大空襲に遭遇している。その後1945年4月旧制広島文理科大学（現広島大学）へ入学し教育学を専攻した。
1945年8月6日、爆心地から約1.5kmに位置した大学構内（広島高等師範学校ピアノ室）でペンギラン・ユソフと2人で戸田清教授から数学を受講中に被爆する。ちょうど戸田が2人のそばで話しかけていたところで被爆し、木造2階建の建物が全壊したが机とピアノに守られたため、3人とも無事で自力で脱出した。その後大学の校庭に野宿しながら他の日本人被爆者の救助に尽力している。なお当時広島で被爆した南方特別留学生のうちマレーシア人はアブドル・ラザクとニック・ユソフとサイド・オマールの3人、アブドル・ラザク以外の2人は同年に被爆死しており、アブドル・ラザクはマレーシア人被爆者としては唯一の戦後存命者である。
同1945年9月帰国、再びイギリス支配下に置かれたマラヤ（マラヤ連合）においてイギリス人視学官から敵国であった日本に留学していたことを咎められ、日本を忘れることとマラヤ共産党に関わらないよう誓わされたという。
1946年再び教員を志しスルタン・イドリス師範学校（現スルタン・イドリス教育大学）へ入学する。この時期、イギリスからの独立機運が高まっていたころであり、スルタン・イドリスはその中心地の一つであった。アブドル・ラザクはアブドゥル・ガファー・ババをリーダーとする学生グループの事務局長として活動していた。アブドル・ラザクは友人に大東亜共栄圏の精神について話したと証言している。1948年同校卒業。
1949年セランゴール州小学校で教壇に立つ。1955年スルタン・イドリス師範学校の講師に着任、以降マレー語教師として各学校で指導していく。なおマラヤ連邦が独立したのは1957年のことになる。この時代、多民族国家であるマラヤ（マレーシア）において共通語であるマレー語を教える教員の育成は重要課題であり、アブドル・ラザクはその一端を担っていた。1976年マレーシア国営放送で始まったジャウィ文字講座に出演、一躍人気者になったという。一方でアブドル・ラザク個人としては日本大使館員と交流するなどして日本語を忘れないよう努力していた。
1977年、マラ工科大学講師に着任する。1981年マハティール政権のルックイースト政策が始まると、1982年にマラ工科大日本語教育コースの責任者に抜擢され、以降同大学から日本へ留学生を送り出した。"Sensei-Razak" と呼ばれていたという。1983年中曽根康弘首相のマレーシア訪問時に勲四等瑞宝章受賞、マレーシア国内でアブドル・ラザクの被爆体験が取り上げられるなど、名声を得る。1995年国際交流奨励賞受賞。1998年マラ工科大を退職。
一方、1984年から自宅となりのモスクでイマームを務めた。
2013年2月、その時点で存命の南方特別留学生の1人であるアブドル・ラザクに対し、広島大学は名誉博士号を授与する。同年7月18日、重い胸痛を訴えクアラルンプール病院に搬送され、そこで死去した。88歳没。

## 関連書
- 『南方特別留学生ラザクの「戦後」 : 広島・マレーシア・ヒロシマ 』宇高雄志、 南船北馬舎, 2012.7
- 『わが心のヒロシマ―マラヤから来た南方特別留学生』 オスマン・プティ、 勁草書房 (1991/7/1)
- 『マレーシアの語り人』かつおきんや、汐文社、1985年

## 関連番組
- 『わが心のヒロシマ あるマレーシア人被爆者』1988/8/6 ＮＨＫ東京